# Kamaka kuthae
Kamaka kuthae is een vlokreeftensoort uit de familie van de Kamakidae. De wetenschappelijke naam van de soort is voor het eerst geldig gepubliceerd in 1923 door Derzhavin.